# Godzilla United
Der Godzilla United FC ist ein südsudanesischer Fußballverein aus Tonj im Bundesstaat Warrap. 

## Geschichte
Der Verein wurde Mitte der 2010er-Jahre gegründet und hat seinen Sitz in der Stadt Tonj, die im Bundesstaat Warrap in der Region Bahr el Ghazal liegt. In der Saison 2024/25 nahm Godzilla United FC erstmals am Südsudan-Pokal teil.  
In der regionalen Vorrunde in Tonj (Warrap) traf der Club am 4. Oktober 2024 auf Jurkatac und feierte einen überzeugenden 4:0-Sieg. Im darauffolgenden Viertelfinale besiegte Godzilla United die Wolves mit 2:0 und erreichte damit das Halbfinale. Dort wurde der Verein dem Tonj United FC zugelost.  
Das Halbfinalspiel endete nach 90 Minuten torlos (0:0), weshalb ein Elfmeterschießen stattfand. Dieses gewann Tonj United, doch das Ergebnis wurde später annulliert. Godzilla United legte daraufhin Beschwerde gegen Tonj United FC ein. Der Grund: Der Spieler James Malith Machar soll gegen die Regularien des südsudanesischen Fußballverbands (SSFA) verstoßen haben. Ihm wurde vorgeworfen, gleichzeitig bei zwei Vereinen (Wolves FC und Tonj United FC) registriert gewesen zu sein, ohne eine offizielle Freigabe von Wolves FC erhalten zu haben.
Das Wiederholungsspiel fand am 18. November 2024 statt, in dem Tonj United mit 2:0 siegte und Godzilla United damit aus dem Turnier ausschied.
Im August 2016 trafen die beiden bereits bei einem Spiel aufeinander, in dem Godzilla durch einen 5:2-Sieg die Staatsmeisterschaft gewann.